# ストップゴー政策
ストップゴー政策 (stop-go) とは、経済政策において景気拡張姿勢と景気抑制姿勢を交互に繰り替えす政策のこと。ストップアンドゴー政策とも呼ぶ。
財政政策や金融政策において、短い期間に方針を変更することを特徴とする。

## 各国の例

### イギリス
ニクソンショック以前はブレトン・ウッズ体制であったため、ドル/ポンドは固定相場制をとっていた。
固定相場制の下では、国際収支ができるだけ均衡するようにしなくてはならない。そのため、好景気になっても国際収支が赤字になると引き締め政策を取らざるを得なかった。もし国際収支の赤字を放置すればマネーサプライが減少し金利の上昇で自動的に引き締めがかかる。
このような中で、イギリス経済は拡張と引締めが繰り返されることになった。このため、投資水準が必要を満たさず資本蓄積が遅れ、経済力の伸び悩みにつながった。
この後、長期経済計画が行われ1970年頃には軌道に乗ったが、1973年に起きたオイルショックによりスタグフレーションへ陥った。そうした構造的に問題が解決しない状況と政策の迷走に対して英国病（ヨーロッパの病人）という不名誉な呼び名がつけられた。

### 日本
日本でも1950年代から1970年まで頻繁に金融引き締めが行われたが、そのおおまかな原因は周期的な国際収支の危機にあった。戦後から高度経済成長までの期間、いわゆる国際収支の天井が存在した。高度成長期の前半、設備投資の増加を中心に自律的な景気回復が進行すると、それにともない輸入が急増し景気は拡大したが、為替管理の上限に達すると金融が引き締められ景気が後退した。60年代後半になると日本製品の国際競争力が強まったことから輸出が高い伸びを示すようになり、好景気が続く中でも国際収支が黒字基調で推移するようになり、国際収支の天井が制約となって景気が後退するという状況は解消された。
```
1960年代後半までのストップゴー政策

　　　　　　　　　┌─→ 輸入増加 ─┐　　　
┌─→景気上昇──┤　　　　　　　　├─→国際収支赤字─→ 金融引締 ─┐
│　　　　　　　　└─→ 輸出減少 ─┘　　　　　　　　　　  　　　　　│
│　　　　　　　　　　　　　　 　　 ┌─輸入減少←─┐     　　　 　　│
└──金融緩和←─国際収支黒字←──┤　　　　　　　├─ 景気後退 ←─┘
　　　　　　　　　　　　　　　　　　└─輸出増加←─┘
```

1990年代初めに景気後退が深刻になり、早速、緊急の経済対策として財政政策が発動された。数々の「緊急」「臨時」「特別」な財政政策により1996年には内需主導の景気回復が達成されようとしていた。しかし、1997年に消費税引き上げや歳出の抑制が行われた結果、1998年には危機的な経済状況に陥った。経済学者の田中秀臣は「大蔵省（財務省）・日本銀行の両政策当事者の協調政策は、1990年代以降機能していなかった。
1998年、再び莫大な財政出動が行われ1999年には持ち直したが、再び2000年から抑制傾向が強まり、2001年から2002年にかけて厳しい不景気となった。2003年以降は外需主導の景気拡張が始まり、財政引き締めの抑制効果は相殺されている。このようなバブル景気崩壊後の日本において、財政・金融政策の拡張と緊縮が繰り返されたことも、ストップゴー（政策）と呼ばれることがある。

#### 分析
経済学者の岩田規久男は「ストップ・アンド・ゴーの財政政策は、景気対策の効果を低下させると同時に、名目経済成長率、財政の持続可能性を低下させる」と指摘している。1996-1998年の橋本龍太郎政権では緊縮財政とゼロ金利政策、その後の森喜朗政権では財政政策の拡大とゼロ金利政策の解除であった」と指摘している。